# Dewey (hrabstwo Rusk)
Dewey – miasto w Stanach Zjednoczonych, w stanie Wisconsin, w hrabstwie Rusk.